# All About the Love Again
Singles de Stevie Wonder
Shelter in the Rain
(2006) Only One
(2010)
All About the Love Again est une chanson de l'auteur-compositeur-interprète Stevie Wonder parue en 2009.
Single promotionnel de l'album Change Is Now: Renewing America's Promise (en), la chanson permet à Stevie Wonder d'être nommé lors de la 52e cérémonie des Grammy Awards dans la catégorie Meilleur chanteur pop.

## Histoire
À la suite de la candidature de Barack Obama pour l'élection présidentielle de 2008, Stevie Wonder propose cette chanson, dont il avait entamé l'écriture dans les années 1970, pour l'album de campagne Change Is Now: Renewing America's Promise (en). Elle en deviendra le single promotionnel.
Wonder interprète la chanson lors de la première soirée d'investiture du président Obama le 20 janvier 2009, puis publiquement lors du show de clôture de la 51e cérémonie des Grammy Awards en février 2009 ainsi que dans plusieurs émissions populaires telles que American Idol et The Ellen DeGeneres Show.   
Après Happy Birthday en 1981, qui rendait hommage à Martin Luther King Jr et soutenait la création d'un jour férié en son honneur, c'est la deuxième fois que Wonder participe à une campagne politique avec l'une de ses chansons.  
Le thème de All About The Love Again traite de la puissance de l'amour pour régler les problèmes de famine, de guerre et de pauvreté.  
La chanson est construite en deux parties : l'une avec le voix naturelle de Wonder, la seconde comportant un effet 'futuriste'. 

## Classements et récompenses
La chanson n'entre dans aucun classement du Billboard. En 2010, Stevie Wonder confie à Larry King qu'il fut particulièrement déçu de constater que la chanson n'a pas rencontré le succès escompté.

### Nominations
Grâce à cette chanson, Stevie Wonder est nommé dans la catégorie Meilleur chanteur pop lors de la 52e cérémonie des Grammy Awards en 2010, vaincu par Jason Mraz (Make It Mine (en)), en compétition avec John Legend (This Time), Maxwell (Love You) et Seal (If You Don't Know Me by Now).

## Accueil
Pour le Philadelphia Inquirer, "[la chanson] est le titre le plus dynamique que Wonder a interprété depuis le Happy Birthday rendant hommage à Nelson Mandela [en janvier 2009]".
Pour Hits Daily Double, c'est "un hymne entrainant dans une période d'épreuves et d'incertitudes".
Relativement à la prestation de fin de la cérémonie des Grammy Awards en 2009, le magazine Spin trouve la chanson inadéquate pour l'occasion, alors qu'Orange County Register la considère comme une chanson de remplissage ('end-credit fodder').